# Diego Nicolini
Diego Nicolini (* 12. März 1969 in Pergine Valsugana) ist ein italienischer Politiker.

## Biographie
Nicolini arbeitete zunächst als Polizist in Mailand und Bozen, ehe er 1996 an der Universität Trient sein Wirtschaftsstudium mit der laurea zum Abschluss brachte. Beruflich ist er im industriellen Sektor tätig. 2013 begann sich der in Neumarkt ansässige Nicolini politisch im Movimento 5 Stelle zu engagieren. Bei den Landtagswahlen 2018 konnte er mit 516 Vorzugsstimmen ein Mandat für den Südtiroler Landtag und damit gleichzeitig den Regionalrat Trentino-Südtirol erringen. Bei den Landtagswahlen 2023 kam seine Partei mit lediglich 0,7 % der Stimmen auf kein Mandat, womit Nicolini die Wiederwahl verpasste.